# Радован Миразовић
Радован Миразовић (Милићи, 1950) српски је теоретичар уметности, музеолог и сликар. Члан је Удружења ликовних уметника Србије (УЛУС) и удружења La Maison Des Artistes и Association internationale des arts plastiques, UNESCO, Париз, у Француској.

## Биографија
Рођен је 15. априла 1950. године у Милићима, данашња Република Српска. Филозофски факултет (група за историју уметности – музеолошки смер) завршио је у Београду.
Активно се бави сликарством од 1967. године. Крајем 60-их, почетком 70-их година 20. века, био је један од оснивача алтернативне, култне групе БOJE И РЕЧИ у Шапцу, која је својом поставангардном делатношћу мењала културну климу града. Студијски је боравио у СССР, у музејима у Москви и Лењинграду (копирање старих мајстора). Затим, неколико година је провео у Египту и Америци. Дугогодишњи је делатник на пословима заштите културне баштине у Шапцу, и организовања ликовног живота шабачког краја.
Био је управник шабачког Музеја у два мандата (1979—1987) и руководилац Галерије Дуњића кућа. Са председником СО Шабац Н. Лукићем, уз помоћ др С. Живковића, директора Галерије САНУ, оформио је „Легат Градови Европе и Америке”, Бранка Лале Станковића.
Поред више самосталних и групних изложби, излагао је на Октобарском салону у Београду, од 1982. до 1985. године, на УЛУС-овим изложбама, итд, такође представљао је Србију на међународној изложби Умјетничка колонија Почитељ 1964–1984.
Урадио је по позиву ликовно решење и исклесао бесплатно споменик, у периоду од 17. до 24. децембра 1986. године, изгинулим ратницима Церске битке, изнад спомен-костурнице у Мајуру код Шапца.
У родним Милићима урадио је 2008. године, монументалну поклон слику, панораму овог места (1,5×8m), у тамошњем Музеју рударства, крај Рајковог торња. Посебно је поносан на изведени иконостас српске цркве у Бриселу, и иконе и фреске за српску православну цркву у Паризу.

## Рад у Паризу
Париска галерија Drouot Richelieu уврстила је Миразовића, јуна 1990. године, на своју листу 110 европских сликара. На изложби Tableaux modernes, Миразовићева дела су представљена заједно са делима Пикаса, Далија, Едуар Манеа, Едгар Дега, Тулуз-Лотреке, Љубе Поповића, Владимира Величковића и др.
Ради као кописта старих мајстора у департману Лувра – Музеју морнарице (Musée national de la Marine), на париском Трокадеру. Једно време је у Паризу, са супругом Јасмином, успешно је водио и Модни студио Old West Dream.

## Остала ангажовања и интересовања
Учествовао је у снимању документарног филма ТВ Сарајево Човјек и вријеме – Хакија Куленовић, у режији Мирзе Идризовића.
Са сликаром Владиславом Лалицким учествовао је, као епизодист, сликар-декоратер и сарадник костимографа, у снимању играног филма Партизани Столета Јанковића, снимљеног претежно у шабачком крају, с јесени 1973. године.
Колекционар је реквизита, оружја и опреме, коришћених у европским и америчким филмским студијима. Са супругом Јасмином је власник музеја у оснивању Европа и Америка кроз минула столећа.

## Миразовић, приватно
Има двоје деце: кћерку Марију, која је завршила Филмску академију у Паризу и сина Филипа, признатог младог српског сликара у Паризу, који је завршио париску Ликовну академију „Бозар“ (Académie des Beaux-Arts) у класи Владимира Величковића.
Радован Миразовић живи и ради у Паризу и Шапцу.